# Mramor, Sofia-capitala
Mramor (în bulgară Мрамор) este un sat în comuna Stolicina, regiunea Sofia-capitala,  Bulgaria. 

## Demografie
Componența etnică a satului Mramor
     Bulgari (85,78%)
     Nicio identificare (13,4%)
     Altele (0,81%)
La recensământul din 2011, populația satului Mramor era de 1.955 locuitori. Din punct de vedere etnic, majoritatea locuitorilor (85,78%) erau bulgari. Pentru 13,4% din locuitori nu este cunoscută apartenența etnică.